# Тимчасова дружина
Тимчасова дружина — термін, що означав у Японії кінця XIX століття тип відносин між іноземним підданим і японською підданою, згідно з яким на час перебування іноземця в Японії, він отримував у користування (та утримання) «дружину». Самі іноземці, зокрема російські офіцери, називали таких «дружин» мусуме, від японського — дівчина, дочка.
Поняття «тимчасовий шлюб» існував задовго до цього. Наприклад, в Ірані такий тип відносин (араб. نكاح المتعة, ніках-уль-мут'а — у пер. шлюб для задоволення, перс. سيغه, сиге) є допустимим шлюбом між чоловіком і жінкою на певний строк, бо у джафарійському мазгабі такий шлюб розглядається як законний і дозволений. Тривалість тимчасового шлюбу, так само як і розмір викупу, який чоловік передавав тимчасовій дружині, визначалися угодою сторін. Після закінчення терміну дії такої домовленості шлюб (і будь-які правові відносини між подружжям) вважалися завершеними. Шиїти практикують такий вид відносин до цих пір.

## Загальні положення

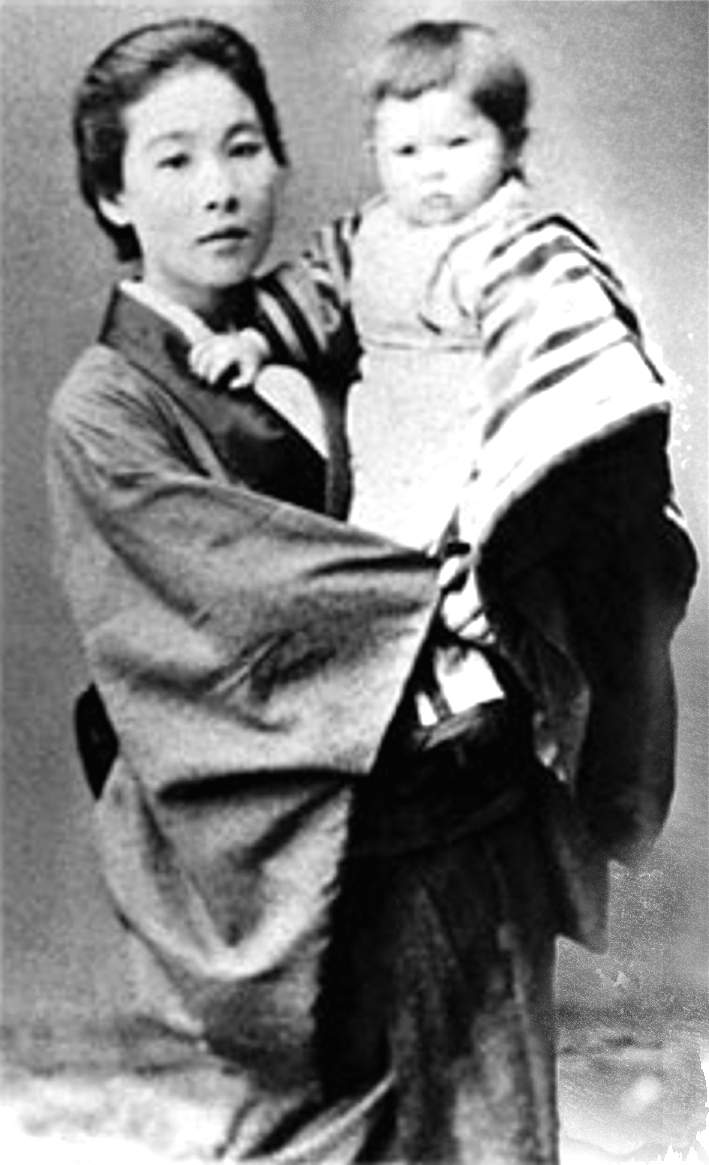
Таки з дочкою. Тимчасова дружина і дочка В. Д. Менделєєва. 1893. Музей-архів Д. І. Менделєєва (СпбДУ)

Інститут «тимчасових дружин» виник в Японії в другій половині XIX століття і проіснував аж до війни 1904—1905 років. У той час російський флот, що базувався у Владивостоці, регулярно зимував у Нагасакі, і на час перебування там, деякі російські офіцери «купували» для співжиття японських жінок.
Традиційно з іноземним підданим укладався контракт, за яким він отримував у повне розпорядження піддану мікадо, зобов'язуючись в обмін на це надати їй утримання (їжу, приміщення, найману прислугу, рикшу і т. д.). Така угода укладалася на місяць, і при необхідності продовжувалося (проте, у своїх мемуарах, великий князь Олександр Михайлович, який побував в Японії, призводить інші рамки договору: «від одного до трьох років, в залежності від того, скільки часу знаходилося військове судно у водах Японії». Вартість такого контракту становила 10-15 доларів на місяць (за мемуарами Олександра Михайловича, особа, яка знайомила російських офіцерів з їх «дружинами», робила це абсолютно безкорисливо).
Мусуме, як правило, були дівчатка-підлітки, які не досягли тринадцятирічного віку. Часто бідні японські селяни і ремісники самі продавали своїх дочок іноземцям; іноді для бідної японської дівчини такий спосіб був єдиною можливістю заробити на придане (і згодом вийти заміж).
Іноді мусуме помилково порівнювалися з гейшею. І хоча ні та, ні інша не були повіями в звичайному сенсі цього слова, гейша вважалася «насолодою для душі», і тілесні ласки не входили в її обов'язки, тоді як мусуме, згідно з контрактом, зобов'язана була тішити свого покровителя і в ліжку, внаслідок чого нерідко народжувалися діти. До таких випадків можна віднести історію з так званою «невісткою» Д. І. Менделєєва: старший син Менделєєва, Володимир, згідно зі спогадами його сестри Ольги, бувши мічманом на фрегаті «Пам'ять Азова», під час стоянки в порту Нагасакі, обзавівся «тимчасової дружиною», яка згодом народила (можливо і від нього) дитину (докладніше див. у статті, присвяченій творчості Б. Н. Ржонсницького).

## Мусуме в масовій культурі
- У своїх мемуарах «Книга спогадів», великий князь Олександр Михайлович згадував про своє перебування в Японії. У 1886 році Олександр Михайлович — офіцер гвинтового корвета «Ринда», здійснюючи навколосвітню подорож, зупинявся в Нагасакі, де мав тимчасову дружину-японку.
- Роман Валентина Пікуля «Три віки Окини-сан», про любов російського морського офіцера до японської дівчини, предмету контракту на «тимчасову дружину».

## Примітка
1. ↑  Мортаза Шахид Моттахари. Служение ислама в Иране (doc). Взаимное служение ислама и Ирана. Культурное представительство Исламской Республики Иран в Москве. Процитовано 11 грудня 2009. {{cite web}}: Зовнішнє посилання в |publisher= (довідка)[недоступне посилання з травня 2019]
2. ↑  Нахо И. . — № 1.
3. ↑  Радионова В. . — № 5 (34).
4. ↑  Трирогова-Менделеева О. Д. .
5. ↑  Масанори К. . — № 27 (3652).